# ناصر صالحی‌نسب
ناصر صالحی‌نسب نمایندهٔ دورهٔ نهم مجلس شورای اسلامی و نایب رئیس دوم کمیسیون کشاورزی، آب و منابع طبیعی مجلس شورای اسلامی از حوزهٔ انتخابیهٔ دشت آزادگان و هویزه در استان خوزستان است.